# Carla Mancini
Carla Mancini (Roma, 21 aprile 1950) è un'attrice italiana.

## Biografia
Si è diplomata presso il Centro sperimentale di cinematografia nel 1969. Come altri attori del centro sperimentale (Rosita Toros, Luigi Antonio Guerra, Lorenzo Piani, Vittorio Fanfoni, Gianni Pulone e altri) appare in numerosi film degli anni settanta (spaghetti-western, peplum, commedia all'italiana, film comici con Franco Franchi e Ciccio Ingrassia, commedie boccaccesche, gialli, musicarelli), ma non sempre è facile identificarla, perché impegnata per lo più in ruoli di contorno. In ragione del suo fisico minuto è stata spesso impegnata nei ruoli di "assistente" (ancella, infermiera, domestica, suora) di un personaggio più importante.
Fra le sue partecipazioni più rilevanti, quelle in Il profumo della signora in nero di Francesco Barilli (Elisabetta), in Il... Belpaese di Luciano Salce (Lisetta) e in Sessomatto di Dino Risi, film che si chiude con un fermo immagine su di lei. Per Risi ha lavorato anche in Telefoni bianchi. I suoi ruoli più corposi, comunque, sono in Erika di Filippo Walter Ratti e nello spaghetti-western Alleluja e Sartana figli di... Dio di Mario Siciliano. Nel maggio 2007 ha rilasciato una intervista a Luca Rea, apparsa sul mensile di cinema Nocturno. Per la regia dello stesso Rea è rientrata nel mondo del cinema nel film Cacao (2010). Ha inoltre svolto l'attività di regista televisiva.

## Filmografia parziale

### Cinema
- L'uccello dalle piume di cristallo, regia di Dario Argento (1970)
- La belva, regia di Mario Costa (1970)
- Il magnifico Robin Hood, regia di Roberto Bianchi Montero (1970)
- Venga a prendere il caffè... da noi, regia di Alberto Lattuada (1970)
- Lady Barbara, regia di Mario Amendola (1970)
- Il presidente del Borgorosso Football Club, regia di Luigi Filippo D'Amico (1970)
- Amore Formula 2, regia di Mario Amendola (1970)
- Deserto di fuoco, regia di Renzo Merusi (1970)
- Erika, regia di Filippo Walter Ratti (1971)
- La casa delle mele mature, regia di Pino Tosini (1971)
- Le belve, regia di Giovanni Grimaldi (1971)
- La vittima designata, regia di Maurizio Lucidi (1971)
- Un'anguilla da 300 milioni, regia di Salvatore Samperi (1971)
- La bestia uccide a sangue freddo, regia di Fernando Di Leo (1971)
- Bella di giorno moglie di notte, regia di Nello Rossati (1971)
- Il ritorno del gladiatore più forte del mondo, regia di Bitto Albertini (1971)
- Un posto ideale per uccidere, regia di Umberto Lenzi (1971)
- Un omicidio perfetto a termine di legge, regia di Tonino Ricci (1971)
- Nella stretta morsa del ragno, regia di Antonio Margheriti (1971)
- I due pezzi da 90, regia di Osvaldo Civirani (1971)
- Il suo nome era Pot... ma... lo chiamavano Allegria, regia di Lucio Giachin e Demofilo Fidani (1971)
- I due assi del guantone, regia di Mariano Laurenti (1971)
- Le inibizioni del dottor Gaudenzi, vedovo, col complesso della buonanima, regia di Giovanni Grimaldi (1971)
- Il diavolo a sette facce, regia di Osvaldo Civirani (1971)
- Viva la muerte... tua!, regia di Duccio Tessari (1971)
- La mortadella, regia di Mario Monicelli (1971)
- La bella Antonia, prima monica e poi dimonia, regia di Mariano Laurenti (1972)
- Finalmente... le mille e una notte, regia di Antonio Margheriti (1972)
- L'etrusco uccide ancora, regia di Armando Crispino (1972)
- Amico, stammi lontano almeno un palmo..., regia di Michele Lupo (1972)
- Sette orchidee macchiate di rosso, regia di Umberto Lenzi (1972)
- I due volti della paura (Coartada en disco rojo), regia di Tulio Demicheli (1972)
- Uomo avvisato mezzo ammazzato... parola di Spirito Santo, regia di Giuliano Carnimeo (1972)
- Terza ipotesi su un caso di perfetta strategia criminale, regia di Giuseppe Vari (1972)
- Il seme di Caino, regia di Marco Masi (1972)
- Trinità e Sartana figli di..., regia di Mario Siciliano (1972)
- Decameron proibitissimo (Boccaccio mio statte zitto), regia di Franco Martinelli (1972)
- Beffe, licenzie et amori del Decamerone segreto, regia di Giuseppe Vari (1972)
- Metti lo diavolo tuo ne lo mio inferno, regia di Bitto Albertini (1972)
- Racconti proibiti... di niente vestiti, regia di Brunello Rondi (1972)
- Un bianco vestito per Marialé, regia di Romano Scavolini (1972)
- Cristiana monaca indemoniata, regia di Sergio Bergonzelli (1972)
- Alleluja e Sartana figli di... Dio, regia di Mario Siciliano (1972)
- La morte scende leggera, regia di Leopoldo Savona (1972)
- Le mille e una notte... e un'altra ancora!, regia di Enrico Bomba (1972)
- Partirono preti, tornarono... curati, regia di Bianco Manini (1973)
- I racconti di Viterbury - Le più allegre storie del '300, regia di Mario Caiano (1973)
- Primo tango a Roma - Storia d'amore e d'alchimia, regia di Lorenzo Gicca Palli (1973)
- Simbad e il califfo di Bagdad, regia di Pietro Francisci (1973)
- La polizia incrimina, la legge assolve, regia di Enzo Castellari (1973)
- La ragazza fuoristrada, regia di Luigi Scattini (1973)
- Li chiamavano i tre moschettieri... invece erano quattro, regia di Silvio Amadio (1973)
- Mamma... li turchi!, regia di Renato Savino (1973)
- Storia di karatè, pugni e fagioli, regia di Tonino Ricci (1973)
- Il mostro è in tavola... barone Frankenstein, regia di Paul Morrissey e Antonio Margheriti (1973)
- Provaci anche tu, Lionel, regia di Roberto Bianchi Montero (1973)
- Il mio nome è Nessuno, regia di Tonino Valerii (1973)
- Sessomatto, regia di Dino Risi (1973)
- L'ultima neve di primavera, regia di Raimondo Del Balzo (1973)
- Il mio nome è Shangai Joe, regia di Mario Caiano (1973)
- Quelli che contano, regia di Andrea Bianchi (1973)
- Il consigliori, regia di Alberto De Martino (1973)
- La casa della paura, regia di William Rose (1974)
- Le scomunicate di San Valentino, regia di Sergio Grieco (1974)
- L'uomo senza memoria, regia di Duccio Tessari (1974)
- Farfallon, regia di Riccardo Pazzaglia (1974)
- Professore venga accompagnato dai suoi genitori, regia di Mino Guerrini (1974)
- La pazienza ha un limite... noi no!, regia di Franco Ciferri (1974)
- C'eravamo tanto amati, regia di Ettore Scola (1974)
- Il profumo della signora in nero, regia di Francesco Barilli (1974)
- Fischia il sesso, regia di Gian Luigi Polidoro (1974)
- Macchie solari, regia di Armando Crispino (1975)
- Libera, amore mio!, regia di Mauro Bolognini (1975)
- Il gatto mammone, regia di Nando Cicero (1975)
- Superuomini, superdonne, superbotte, regia di Alfonso Brescia (1975)
- Telefoni bianchi, regia di Dino Risi (1976)
- Il... Belpaese, regia di Luciano Salce (1977)
- I nuovi mostri, regia di Dino Risi (1977)
- Oscenità, regia di Renato Polselli (1980)
- La gatta da pelare, regia di Pippo Franco (1981)
- Cacao, regia di Luca Rea (2010)

### Televisione
- Piazza Navona – serie TV, episodio 1x04 (1988)
- Il ricatto, regia di Tonino Valerii, Ruggero Deodato e Vittorio De Sisti – miniserie TV, episodio 1x02 (1989)
- Rocco Schiavone – serie TV, episodio 1x06 (2016)